# Verfassung des Kantons Appenzell Ausserrhoden

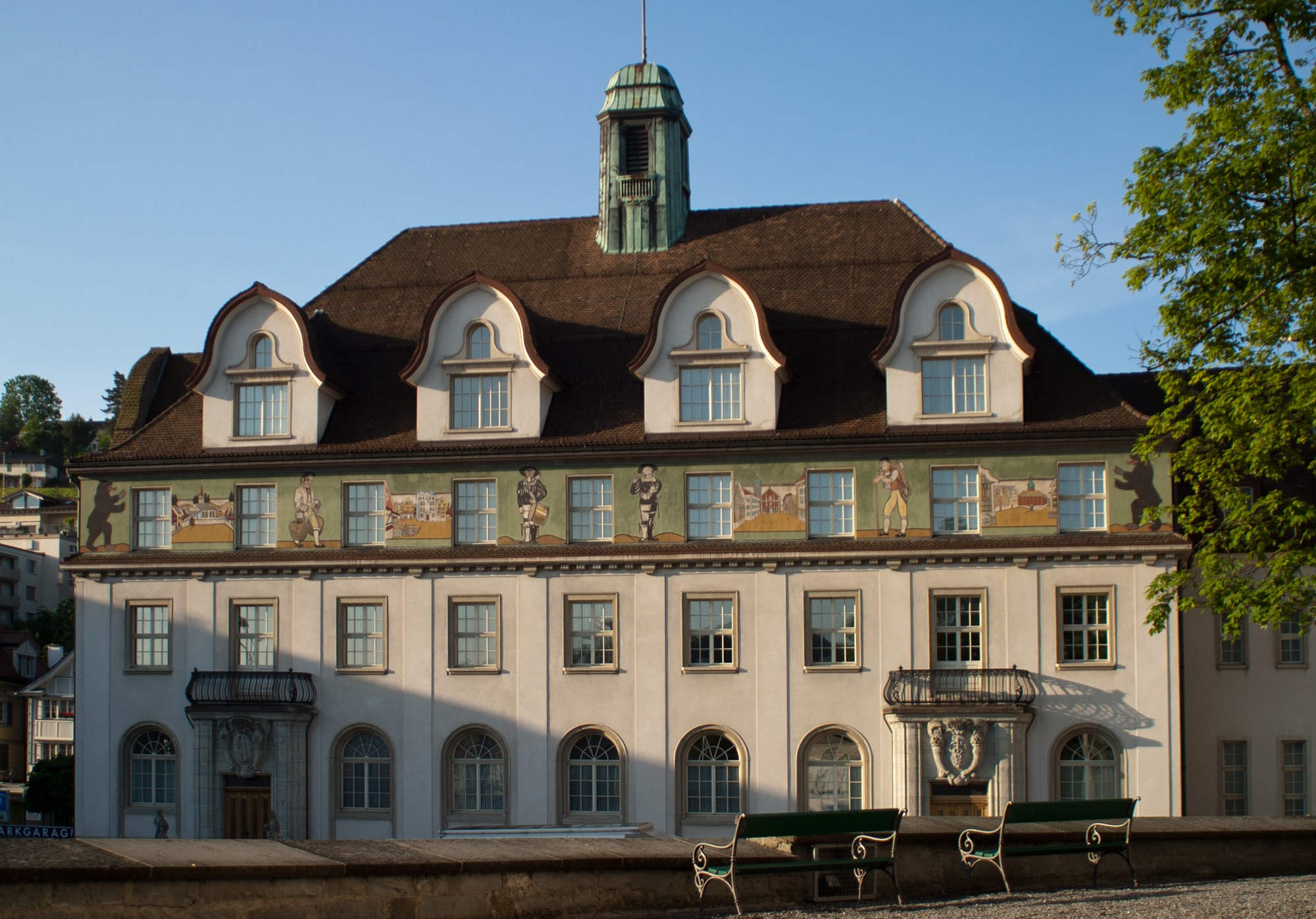
Regierungsgebäude in Herisau

Die Verfassung des Kantons Appenzell Ausserrhoden beschreibt die rechtliche Grundordnung des schweizerischen Kantons Appenzell Ausserrhoden. Als Kantonsverfassung legt sie das Fundament des kantonalen Staats- und Verwaltungsrechts. Die heute gültige Verfassung datiert vom 30. April 1995 und trat am 1. Mai 1996 in Kraft.
Nach der Landteilung des Landes Appenzell im Jahr 1597 schuf sich Ausserrhoden eine eigene Rechtsgrundlage, die sich von jener in Innerrhoden unterschied, auch wenn es viele Gemeinsamkeiten gab (wie z. B. die Landsgemeinde). Animositäten zwischen dem Hinterland im Westen und dem Vorderland im Osten, insbesondere um die Frage des Hauptorts, führten 1647 zu einer Doppelbesetzung der meisten Landesbehörden, um beide Regionen zufriedenzustellen; dieses komplexe System hielt sich bis 1858. Die erste Verfassung im modernen Sinn war in der Mediationsakte von 1803 enthalten. 1834 gab sich Ausserrhoden seine erste eigene Verfassung, die damals als sehr liberal galt. Weitere Verfassungsrevisionen folgten 1858, 1876, 1908 und 1995. Seit 2018 läuft eine Totalrevision, voraussichtlich 2025 abgeschlossen sein soll.

## Aktuelle Verfassung

### Aufbau und Inhalt
Gegliedert ist die Verfassung in die Präambel und in 14 Abschnitte mit insgesamt 118 Artikeln. Aus Gründen der Übersichtlichkeit sind mehrere Abschnitte weiter in Unterabschnitte gegliedert.
| Präambel 1. Grundsätze 2. Grundrechte 3. Sozialrechte und Sozialziele 4. Persönliche Pflichten 5. Öffentliche Aufgaben 5.1 Grundsätze 5.2 Die öffentlichen Aufgaben im Einzelnen 6. Volksrechte 6.1 Stimmrecht 6.2 Volksinitiative 6.3 Mitwirkungsrechte 7. Die Stimmberechtigten | 8. Behörden 8.1 Allgemeines 8.2 Der Kantonsrat 8.3 Der Regierungsrat 8.4 Die Gerichte 9. Finanzordnung 10. Gemeinden 11. Körperschaften und Anstalten des öffentlichen Rechts 12. Staat und Kirche 12.1 Öffentlich-rechtliche Religionsgemeinschaften 12.2 Andere Religionsgemeinschaften 13. Revision der Verfassung 14. Schluss- und Übergangsbestimmungen |

### Besondere Merkmale
Die ausführliche Präambel nimmt Bezug auf Gott und erklärt, dass die Ausserrhoder eine freiheitliche, friedliche und gerechte Lebensordnung mitgestalten wollen. Der Katalog der Grundrechte entspricht im Wesentlichen jenem der Bundesverfassung. Zusätzlich postuliert er ein Willkürverbot und ein Rückwirkungsverbot, ebenso gewährleistet er explizit die Wahl eines nichtehelichen gemeinschaftlichen Zusammenlebens. In den Artikeln 24 und 25 werden Sozialrechte und -ziele kurz umrissen. Die Verfassung gewährt den Gemeinden das Recht, für kommunale Angelegenheiten das Stimm- und Wahlrecht für Ausländer einzuführen (Art. 105); bisher haben nur Rehetobel, Speicher, Trogen und Wald davon Gebrauch gemacht. Als einziger Kanton kennt Appenzell das direktdemokratische Instrument der Volksdiskussion (Artikel 56).

## Historische Entwicklung

### Erkämpfung der Souveränität und Landteilung
Seit dem Frühmittelalter übte die Fürstabtei St. Gallen jahrhundertelang einen grossen Einfluss auf das Appenzellerland aus. 1401 weckte der Versuch von Abt Kuno von Stoffeln, ausser Gebrauch geratene Abgaben wieder konsequent einzufordern, den Widerstand der Appenzeller und führte zu Abwehrbündnissen mit der Stadt St. Gallen sowie dem eidgenössischen Ort Schwyz. Der Konflikt um die Rechte auf Freizügigkeit, Eheschliessung, Vererbbarkeit und Veräusserbarkeit von Lehen der Abtei sowie um Jagd- und Fischereirechte eskalierte in den Appenzellerkriegen (1401–1429). Diese erfuhren 1403 eine für die Folgezeit bedeutsame Ausweitung durch die Einflussnahme des Landes Schwyz, das mit einem eigenen Hauptmann bzw. Landammann vorübergehend die militärische und auch politische Führung der Appenzeller wahrnahm. Durch Burg- und Landrechte verbündete sich Appenzell mit sieben Orten der Eidgenossenschaft (ohne Bern) und besass ab 1411 den Status eines zugewandten Ortes.
Ein eidgenössischer Schiedsspruch sprach den Appenzellern 1421 die niedere Gerichtsbarkeit sowie Zwing und Bann zu. Mit dem Frieden von Konstanz von 1429 musste Appenzell zwar die bekämpften Abgaben teilweise wieder leisten, aber es hatte sich als souveränes Staatswesen gegenüber der Abtei behauptet. Es stand nun nicht mehr unter dessen Grundherrschaft und durfte sein Bündnis mit den Eidgenossen fortsetzen. Bis 1437 blieben eidgenössische Hauptleute aus Schwyz und Glarus den einheimischen Ammännern vorgesetzt. 1513 bildete der Beitritt des noch ungeteilten Landes Appenzell zur Eidgenossenschaft den Abschluss einer rund hundertjährigen, von Rückschlägen (St. Gallerkrieg usw.) geprägten Bündnispolitik.
Während der Reformation kam es zum Streit der beiden konfessionellen Lager. Während sich die äusseren Rhoden mehrheitlich der neuen Konfession zuwandten, blieben die inneren Rhoden mit dem Hauptort Appenzell katholisch. Jede Kirchhöre (Kirchgemeinde) entschied selbständig, welcher Konfession sie angehören wollte und stellte es der andersgläubigen Minderheit daraufhin frei, sich in einer Kirchhöre ihres Bekenntnisses niederzulassen. Aufgrund des Konflikts um den Beitritt zu Bündnissen der katholischen Orte der Eidgenossenschaft mit dem Borromäischen Bund und Spanien (der damaligen Vormacht des Katholizismus) beschloss das Land Appenzell die Landteilung, um einen Bruderkrieg abzuwenden. Der 17 Artikel umfassende Landteilungsbrief legte das genaue Vorgehen dazu fest und ermöglichte am 8. September 1597 die Spaltung in das reformierte Ausserrhoden und das katholische Innerrhoden.

### Zweiteilung der äusseren Rhoden
Die äusseren Rhoden Gais, Herisau, Hundwil, Teufen, Trogen und Urnäsch übernahmen zunächst meist unverändert die Bestimmungen des 1585 verfassten Silbernen Landbuchs. Um 1600 erfolgte die erste Niederschrift des Ausserrhoder Landbuchs. Ähnlich wie in Innerrhoden präsentierten sich damals die politischen und juristischen Institutionen: Zweifacher Landrat (oder «Neu- und Alt-Rät»), Grosser Rat (oder Gebotener Rat), Kleiner Rat (oder Wochenrat), Geschworenen- und Gassengericht. Das 17. und 18. Jahrhundert standen im Zeichen der Bildung autonomer Gemeinden, die durch die Auftrennung der Rhoden entstanden. Als zentrale Institution unbestritten war die Landsgemeinde. Die erste fand am 22. November 1597 in Hundwil statt und entschied mit einer knappen Mehrheit, dass «Rathaus, Stock und Galgen» in Trogen errichtet werden sollten. Dieser Beschluss, der faktisch den Hauptort festlegte, ist bis heute nie aufgehoben oder revidiert worden. Herisau, Hundwil und Urnäsch, die sich vergeblich um diese Ehre bemüht hatten, wollten sich damit nicht abfinden. Über die Jahre entstand eine Animosität zwischen den Rhoden «hinter» und «vor» der Sitter, die das Land in zwei Hälften teilte – das westliche Hinterland und das östliche Vorderland.
Um die andauernden Feindseligkeiten beidseits der «Sitterschranke» zu überwinden, fiel 1647 der Beschluss, eine Art Doppelregiment zu schaffen. Mit Ausnahme der Schreiber und Weibel wurden alle Landesämter zweifach besetzt und für beide Landesteile je ein Kleiner Rat (10–20 Personen) bestellt. Die je fünf Landesbeamten wechselten sich im Turnus als regierende bzw. stillstehende Landeshäupter ab. Das Regiment führten der Zweifache Landrat (87–100 Personen) als höchste Ratsversammlung mit Wahl- und Satzungsgewalt sowie der Grosse Rat (30–37 Mitglieder) als oberste richterliche Instanz und Exekutivorgan zur Besorgung der laufenden Geschäfte. Im 18. Jahrhundert setzte sich der Grosse Rat aus den zehn Landesbeamten, den zwei Bauherren, dem Siechenpfleger, den regierenden Gemeindehauptleuten, dem Landweibel und dem Landschreiber zusammen. Er kam meist mehrmals jährlich in Trogen und in Herisau sowie jedes zweite Jahr einmal in Hundwil zusammen; die jährliche Rechnungsablage fand jeweils am Wohnort des regierenden Landammanns statt. Die Kleinen Räte, bestehend aus zwei Landesbeamten und mehreren Klein- und Gemeinderäten, beurteilten niedere Straf- und Zivilfälle. Der Kleine Rat «vor der Sitter» tagte stets in Trogen, jener «hinter der Sitter» abwechselnd in Herisau, Hundwil und Urnäsch.
Durch offene Wahlen auf Landes- bzw. Gemeindeebene erfolgte die Bestellung der Landesbeamten und Räte, deren Regiment zunehmend autoritäre Züge trug. Die im Laufe des 17. Jahrhunderts zahlenmässig reduzierten Ratsversammlungen fällten die Sachentscheide meist ohne Beizug der Stimmbürger. Das Initiativrecht der abwechselnd in Hundwil und Trogen tagenden Landsgemeinde blieb erhalten, wurde aber infolge rigoroser Reglementierung nur in wenigen Fällen ausgeübt. Die Behörden waren vielfältig verflochten: Sowohl in den Kleinen Räten als auch im Grossen Rat dominierten die Vertreter der Gemeinden. Die kommunalen Ratsversammlungen wurden durch einen ortsansässigen Landesbeamten präsidiert. Die Gemeindehauptleute stellten zwei Drittel der Grossratsmitglieder und standen an der Landsgemeinde auf einem reservierten Platz. Das Anliegen einer ausgeglichenen Vertretung der Landesteile sorgte trotz des Übergewichts von Trogen und Herisau für eine personell weite Streuung. Auf Gemeindeebene bestimmten jedoch zumeist wenige Familien das Geschehen; einzelne Geschlechter waren über Generationen hinweg im Rat vertreten.

### Helvetik und Restauration
Unter dem Eindruck der Französischen Revolution kam es 1797 zu internen Auseinandersetzungen, die eine Revision des Landbuchs zur Folge hatten. Als Promotoren der Neuorientierung taten sich insbesondere die Textilfabrikanten Hans Konrad Bondt und Johann Ulrich Wetter hervor. Mit dem Einmarsch der französischen Armee in die Schweiz im Januar 1798 überstürzten sich die Ereignisse. Erneut entzweiten sich die beiden Landesteile: Im April sprach sich die Landsgemeinde «hinter der Sitter» für die helvetische Verfassung aus, die Landsgemeinde «vor der Sitter» lehnte sie hingegen ab. Als die konservativen Landeshäupter Anfang Mai die Flucht ergriffen, wurden in den Gemeinden neue Führungsgremien sowie in Herisau, Teufen und Wald drei Distriktsverwaltungen etabliert. Mit der Einsetzung des ersten Regierungsstatthalters am 21. Juni 1798 hörte das Land Appenzell Ausserrhoden auf zu existieren und machte dem neuen Kanton Säntis der Helvetischen Republik Platz. Die folgenden Jahre waren durch militärische und politische Umstürze sowie die vorübergehende österreichische Besetzung und die zeitweilige Rückkehr des früheren fürstäbtlichen Landesherrn geprägt. Unter dem Eindruck der instabilen Lage verblassten zahlreiche Neuerungen wie die Einführung von Freiheitsrechten oder die Förderung des öffentlichen Schulwesens.

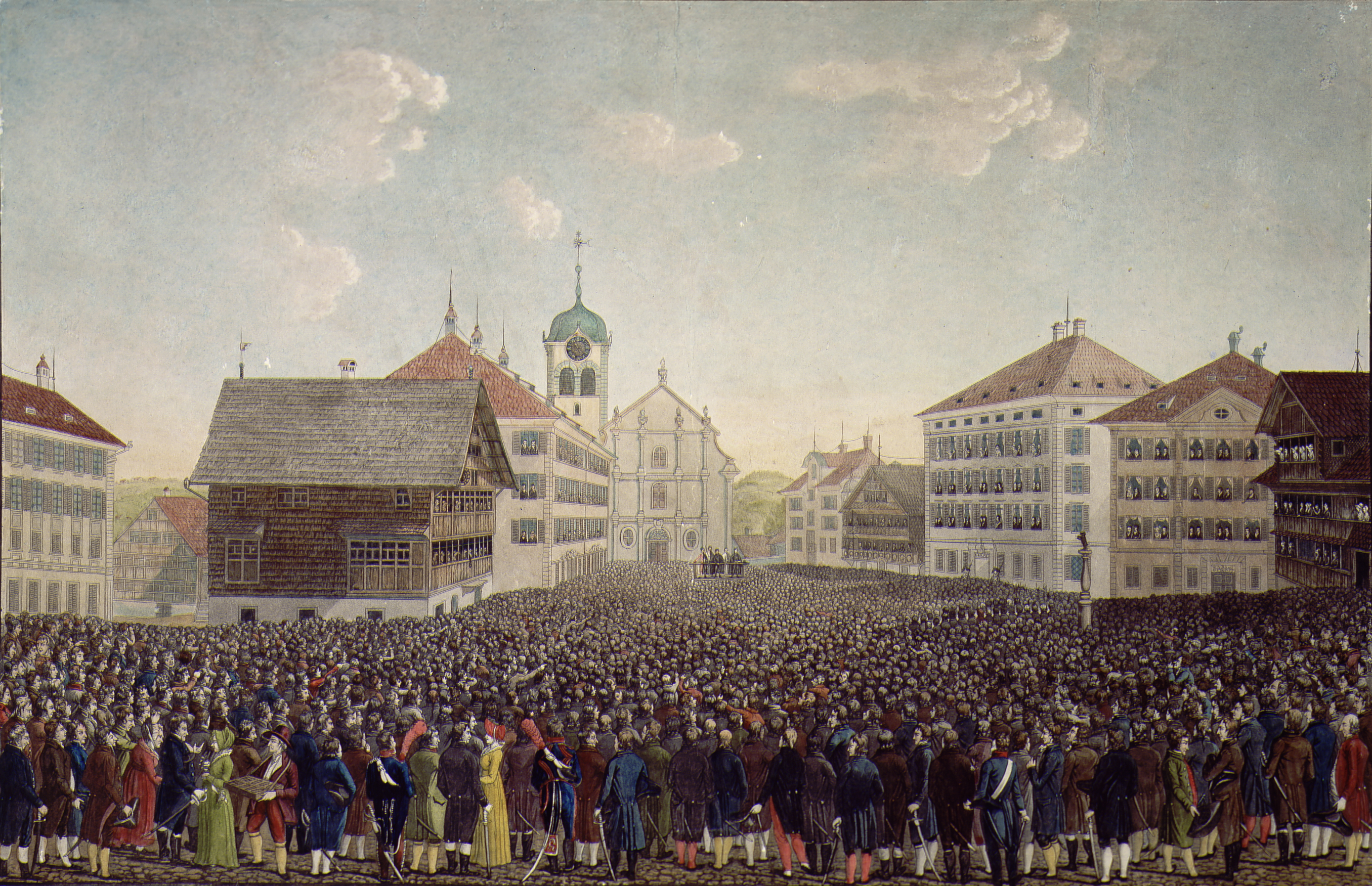
Landsgemeinde in Trogen im Jahr 1814

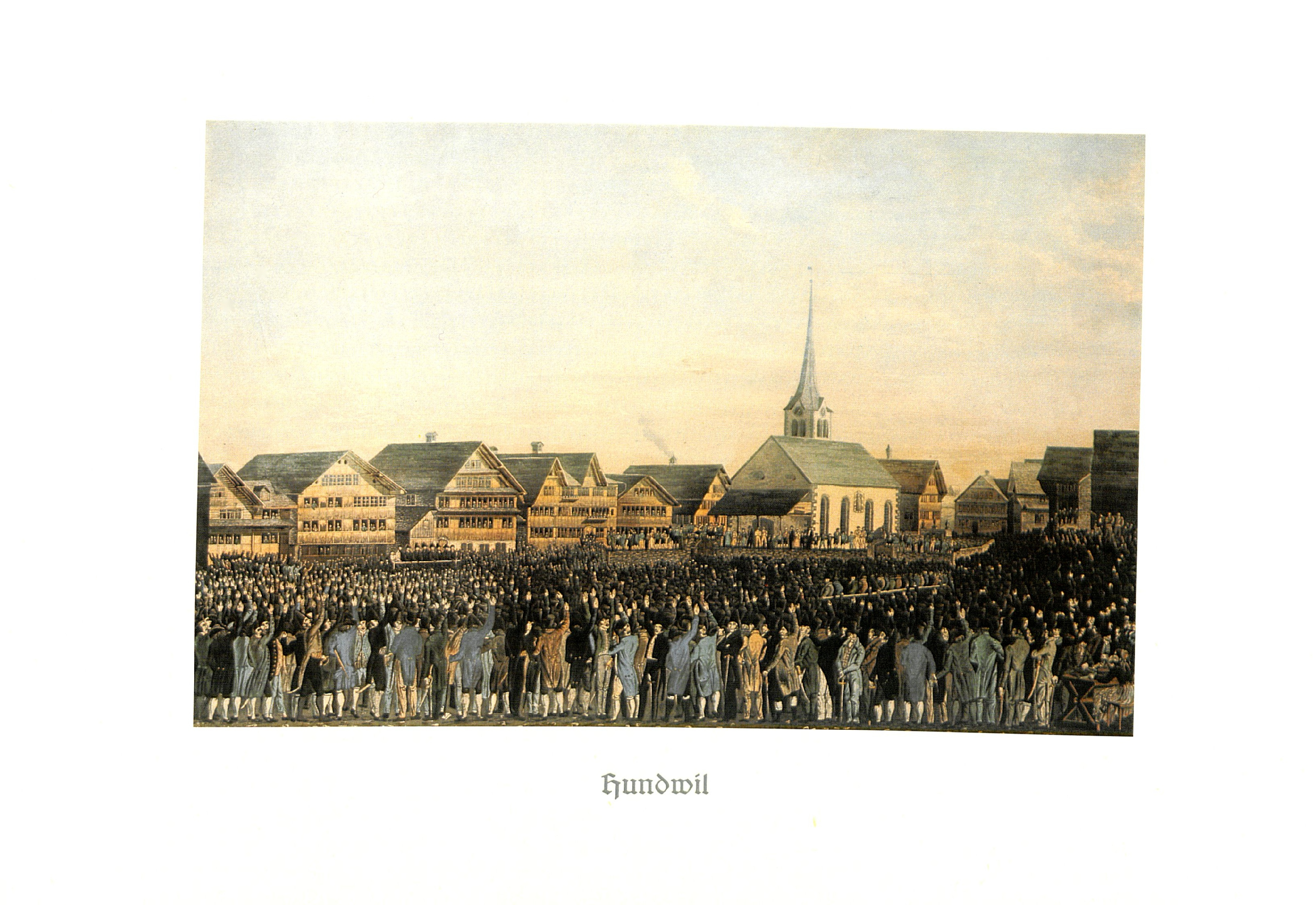
Landsgemeinde in Hundwil im Jahr 1833

Nach einem vorübergehenden Rückzug der Franzosen stellten die Anhänger der alten Ordnung im August 1802 die früheren Verhältnisse wieder her. Am 19. Februar 1803 erliess Napoleon Bonaparte die Mediationsakte, die auch eine Verfassung für den Kanton Appenzell Ausserrhoden enthielt. Unter Landammann Jakob Zellweger-Zuberbühler kehrten der autoritäre Führungsstil und das alte zweigeteilte Behördensystem zurück. Nach dem endgültigen Zusammenbruch der napoleonischen Ordnung verfasste er zusammen mit dem Ratschreiber eine neue Kantonsverfassung an und setzte sie am 28. Juni 1814 in Kraft, ohne die eigentlich dafür zuständige Landsgemeinde in irgendeiner Weise daran zu beteiligen. Diese «Quasiverfassung» postulierte Trogen und Herisau als Hauptorte, überging das Initiativrecht völlig und betonte die Autonomie der Gemeinden. Sie widerspiegelte den damaligen Status quo, denn im Wesentlichen handelte es sich um einen eilig erstellten Auszug aus dem alten Landbuch. Bei der Unterzeichnung des Bundesvertrags 1815 konnte Zellweger somit die Bedingung erfüllen, dass jeder Kanton eine gültige Verfassung besitzen musste.

### Liberale Errungenschaften
Der Geist der Restauration hielt jedoch nicht lange. 1818 wurde Zellweger von der Landsgemeinde abgewählt und durch den liberal gesinnten Matthias Oertli ersetzt. Ab 1820 machten sich mit der Gründung von Lesegesellschaften, kulturell-gemeinnützigen Vereinen und Presseorganen erste Anzeichen der Regeneration bemerkbar. Diese Organisationen trugen wesentlich dazu bei, aufklärerisches Gedankengut in der Bevölkerung zu verbreiten. Äusserst bemerkenswert für die damalige Zeit war das völlige Fehlen einer Pressezensur. So war die Appenzeller Zeitung ab 1828 für einige Jahre das wichtigste Kampfblatt der Radikalen und Liberalen in der Schweiz. Eine ausserordentliche Landsgemeinde in Trogen beschloss am 31. August 1834 die erste «echte» Ausserrhoder Verfassung. Sie hielt zwar an der Doppelbesetzung der Behörden fest und liess bei der Gewaltenteilung zu wünschen übrig, garantierte aber die Rechtsgleichheit aller und verankerte verschiedene liberale Errungenschaften wie Meinungs- und Pressefreiheit sowie die Eigentums-, Religions- und Gewerbefreiheit. Die neue Verfassung verzichtete auch auf die explizite Nennung eines Hauptorts.
Der Übergang vom Staatenbund zum Bundesstaat im Jahr 1848 machte eine Anpassung der Kantonsverfassung an die Bundesverfassung notwendig. Allerdings lehnte die Landsgemeinde 1854 einen ersten Vorschlag zur Totalrevision ab. Zustimmung fand hingegen am 3. Oktober 1858 ein zweiter Vorschlag, nachdem der Revisionsrat Rücksicht auf althergebrachte Bräuche genommen und auf umstrittene Neuerungen weitgehend verzichtet hatte. Die wohl wichtigste Änderungen betrafen die Trennung von Exekutive und Judikative durch die Schaffung des Obergerichts sowie die vollständige Niederlassungsfreiheit, die es auch Katholiken erlaubte, im Kanton Wohnsitz zu nehmen. Dazu erhielten Regierung und Parlament im Wesentlichen ihre heutige Form. Ebenso wurde die seit 1647 bestehende zweifache Besetzung der Landesämter abgeschafft. Eine weitere Totalrevision im Jahr 1876 hatte die Einführung eines modernen demokratischen Verfahrens mit dem Initiativrecht zur Folge, aber auch Verbesserungen im Gerichtswesen und den Übergang von der Staats- zur Landeskirche. Als neuer fester Sitzungsort von Regierung und Parlament stieg Herisau de facto zum Hauptort auf, während die Gerichte in Trogen blieben. Die Ständeräte wurden neu an der Urne gewählt, während Kleiner und Grosser Rat die modernen Bezeichnungen Regierungsrat und Kantonsrat erhielten.
Die Totalrevision von 1908 brachte nur wenige Änderungen von Bedeutung, darunter die Aufhebung des Amtszwangs. Über neun Jahrzehnte blieb diese Verfassung in Kraft und erfuhr im Laufe der Zeit mehrere Teilrevisionen. Die mit Abstand wichtigste betraf die Einführung des Frauenstimmrechts. Auf Bundesebene durften Frauen seit 1971 mitbestimmen, wobei rund 60 % der Ausserrhoder Männer mit Nein gestimmt hatten. 1972 gaben sie ihnen zwar die Möglichkeit der Mitbestimmung auf Gemeindeebene, verweigerten ihnen aber gleichzeitig das Stimmrecht auf kantonaler Ebene. Drei weitere Versuche scheiterten 1976, 1979 und 1984. Schliesslich stimmte die Landsgemeinde vom 30. April 1989 in Hundwil der Einführung des kantonalen Frauenstimmrechts zu.

### Moderne Verfassungen
Nicht nur die Einführung des Frauenstimmrechts, sondern auch Fragen um die fehlende Verwaltungsgerichtsbarkeit und das Weiterbestehen der Landsgemeinde legten ein gründliches Überdenken der Kantonsverfassung nahe. Nachdem 1990 der damalige Ratschreiber zuhanden der Regierung einen ausführlichen Bericht verfasst hatte, stimmte die Landsgemeinde am 28. April 1991 der Einleitung des Revisionsverfahrens zu. Eine 47-köpfige ausserparlamentarische Verfassungskommission erarbeitete daraufhin einen Entwurf, wobei sie zahlreiche Anregungen aus der Bevölkerung einfliessen liess. Der Kantonsrat verabschiedete den Entwurf nach zwei Lesungen mit nur drei Gegenstimmen. Schliesslich nahm die Landsgemeinde die neue Verfassung am 30. April 1995 mit grossem Mehr an. Die am 1. Mai 1996 in Kraft getretene Verfassung enthielt neben einer redaktionellen Überarbeitung einen umfassenden Grundrechtskatalog, Sozialrechte und -ziele, die Informationspflicht der Behörden, das Verursacherprinzip im Umweltschutz und das fakultative Stimmrecht für Ausländer. Ebenso schaffte sie die Bezirke ab und regelte das Verhältnis zwischen Kirche und Staat neu.
Angesichts der Bevölkerungszunahme und der Einführung des Frauenstimmrechts sahen viele die Existenzberechtigung der Landsgemeinde in Frage gestellt. Auch ihre staatsrechtlichen und demokratischen Mängel spielten bei der Diskussion eine Rolle. Die Landsgemeinde vom 25. April 1993 sprach sich noch gegen die Abschaffung dieser Institution aus, doch über 7'000 Stimmberechtigte reichten 1996 eine Volksinitiative zur Einführung der Volksabstimmung bei Verfassungsänderungen ein. Zwar wies die Landsgemeinde vom 30. April 1997 die Initiative zurück, nahm aber einen Verfassungszusatz an, der eine Volksabstimmung über Beibehaltung oder Abschaffung der Landsgemeinde vorsah. Diese Abstimmung fand am 28. September 1997 statt. Dabei sprachen sich 11'623 Stimmberechtigte für die Abschaffung aus, während 9'911 dagegen waren. Eine weitere Abstimmung am 27. September 1998 genehmigte verschiedene Verfassungs- und Gesetzesänderungen, die durch den Wegfall der Landesgemeinde notwendig wurden.
Artikel 114 der aktuellen Verfassung schreibt vor, dass alle 20 Jahre überprüft werden muss, ob eine weitere Totalrevision vorgenommen werden soll. Der Regierungsrat sprach sich im Dezember 2015 grundsätzlich dafür aus, der Kantonsrat am 25. September 2017 in zweiter Lesung. Am 4. März 2018 nahmen die Stimmberechtigten mit 72,5 % Ja-Stimmen den entsprechenden Antrag an. Daraufhin setzte der Regierungsrat eine 30-köpfige Verfassungskommission ein, die sich aus Vertretern kantonaler und kommunaler Institutionen, der Parteien und der Bevölkerung zusammensetzt. Sie tagte erstmals am 8. November 2018 und wird ihre Arbeit voraussichtlich Ende 2021 abschliessen; die Volksabstimmung soll im Sommer 2022 stattfinden.